# Carlos Eduardo Gallardo
Carlos Eduardo Gallardo Nájera (sinh ngày 8 tháng 4 năm 1984) là một hậu vệ bóng đá người Guatemala hiện tại thi đấu cho Municipal ở Liga Nacional de Guatemala.

## Sự nghiệp câu lạc bộ
Là một hậu vệ cao, Gallardo thi đấu cho Comunicaciones trước khi gia nhập Deportivo Jalapa năm 2007. Anh trở lại the Cremas cho mùa giải Apertura 2008-09.

## Sự nghiệp quốc tế
Anh có màn ra mắt cho Guatemala vào tháng 4 năm 2008 trong trận giao hữu trước Haiti. Anh có 11 lần ra sân tính từ đầu tháng 2 năm 2010, gồm 6 trận vòng loại ở Giải vô địch bóng đá thế giới 2010.

### Bàn thắng quốc tế
Tỉ số và kết quả liệt kê bàn thắng của Guatemala trước.
| #  | Ngày                 | Địa điểm                                                   | Đối thủ            | Tỉ số | Kết quả | Giải đấu                        |
| -- | -------------------- | ---------------------------------------------------------- | ------------------ | ----- | ------- | ------------------------------- |
| 1  | 6 tháng 9 năm 2008   | Hasely Crawford Stadium, Port Of Spain, Trinidad và Tobago | Trinidad và Tobago | 1–1   | 1–1     | Vòng loại World Cup 2010        |
| 2  | 13 tháng 6 năm 2011  | Red Bull Arena, Harrison, Hoa Kỳ                           | Grenada            | 4–0   | 4–0     | Cúp Vàng CONCACAF 2011          |
| 3  | 11 tháng 10 năm 2011 | Sân vận động Mateo Flores, Guatemala City, Guatemala       | Belize             | 1–0   | 3–1     | Vòng loại World Cup 2014        |
| 4. | 16 tháng 11 năm 2019 | Sân vận động Mateo Flores, Guatemala City, Guatemala       | Puerto Rico        | 1–0   | 5–0     | CONCACAF Nations League 2019–20 |